# Massimiliano Narducci
Massimiliano Narducci (ur. 25 lutego 1964 w Ascoli Piceno) – włoski tenisista, reprezentant w Pucharze Davisa.

## Kariera tenisowa
Zawodowym tenisistą był w latach 1984–1991. Jest zwycięzcą 1 turnieju rangi ATP World Tour w grze pojedynczej.
W 1989 reprezentował Włochy w 1 rundzie grupy światowej Pucharu Davisa przegrywając 2 singlowe mecze w pięciu setach ze Szwedami Jonasem Svenssonem i Mikaelem Pernforsem.
W rankingu gry pojedynczej najwyżej był na 77. miejscu (23 maja 1988), a w klasyfikacji gry podwójnej na 122. pozycji (10 lipca 1989).

### Finały w turniejach ATP World Tour
| Legenda                                      |
| -------------------------------------------- |
| Wielki Szlem                                 |
| Igrzyska olimpijskie                         |
| Tennis Masters Cup / ATP Finals              |
| ATP Masters Series / ATP Tour Masters 1000   |
| ATP International Series Gold / ATP Tour 500 |
| ATP International Series / ATP Tour 250      |

#### Gra pojedyncza (1–0)
| Końcowy wynik | Nr | Data         | Turniej   | Nawierzchnia | Przeciwnik      | Wynik finału  |
| ------------- | -- | ------------ | --------- | ------------ | --------------- | ------------- |
| Zwycięzca     | 1. | 22 maja 1988 | Florencja | Ceglana      | Claudio Panatta | 3:6, 6:1, 6:4 |